# The Last DJ
The Last DJ es el undécimo álbum de estudio del grupo estadounidense Tom Petty and the Heartbreakers, publicado por la compañía discográfica Warner Bros. Records en octubre de 2002. El álbum marcó el retorno al grupo de Ron Blair, miembro de la primera formación de The Heartbreakers, en sustitución de su propio reemplazo, Howie Epstein. Su retorno tuvo lugar a finales del proceso de grabación, por lo que Petty y Campbell contribuyeron en su mayor parte con pistas de bajo.
El álbum incluyó canciones como «The Last DJ», «Money Becomes King», «Joe» y «Can't Stop the Sun» que suponen ataques a la codicia de la industria musical. Aunque en un principio comentó que el tema que da título al álbum eran trabajos ficticios, Petty admitió posteriormente que estaba inspirado en el DJ De Los Ángeles Jim Ladd, antes del lanzamiento del álbum.
The Last DJ alcanzó el puesto nueve en la lista estadounidense Billboard 200, mientras que el primer sencillo, «The Last DJ», llegó al puesto veintidós en la lista Mainstream Rock Tracks en 2002. A fecha de 2010, The Last DJ ha vendido más de 353 000 copias en los Estados Unidos, según Nielsen SoundScan.
Una edición limitada del álbum, en versión digipack, incluyó un DVD con videos musicales y material filmado durante las sesiones de grabación del álbum.

## Lista de canciones
Todas las canciones escritas y compuestas por Tom Petty excepto donde se anota. 
| N.º | Título                    | Escritor(es)             | Duración |  |
| 1.  | «The Last DJ»             |                          | 3:48     |  |
| 2.  | «Money Becomes King»      |                          | 5:10     |  |
| 3.  | «Dreamville»              |                          | 3:46     |  |
| 4.  | «Joe»                     |                          | 3:15     |  |
| 5.  | «When a Kid Goes Bad»     |                          | 4:56     |  |
| 6.  | «Like a Diamond»          |                          | 4:32     |  |
| 7.  | «Lost Children»           |                          | 4:28     |  |
| 8.  | «Blue Sunday»             | Tom Petty, Mike Campbell | 3:56     |  |
| 9.  | «You and Me»              |                          | 3:10     |  |
| 10. | «The Man Who Loves Women» |                          | 2:53     |  |
| 11. | «Have Love Will Travel»   |                          | 4:05     |  |
| 12. | «Can't Stop the Sun»      | Tom Petty, Mike Campbell | 4:59     |  |

## Personal
- Tom Petty: voz, guitarra, piano, ukelele y bajo en "The Last DJ", "Money Becomes King", "Joe", "Like a Diamond", "Blue Sunday", "You and Me" y "Have Love Will Travel"
- Mike Campbell: guitarra y bajo en "Dreamville", "When A Kid Goes Bad" y "The Man Who Loves Women"
- Benmont Tench: piano y órgano
- Scott Thurston: guitarra, steel guitar, ukulele y coros
- Steve Ferrone: batería
- Ron Blair: bajo en "Lost Children" y "Can't Stop The Sun"
- Lenny Castro: percusión
- Lindsey Buckingham: coros en "The Man Who Loves Women"
- Jon Brion: orquestación

## Posición en listas
| País           | Lista                  | Posición |
| -------------- | ---------------------- | -------- |
| Alemania       | Media Control Charts   | 15       |
| Austria        | Austrian Top 75 Albums | 54       |
| Estados Unidos | Billboard 200          | 9        |
| Suecia         | Swedish Albums Chart   | 21       |
| Suiza          | Swiss Music Charts     | 44       |

| Sencillo      | País           | Lista                  | Posición |
| ------------- | -------------- | ---------------------- | -------- |
| «The Last DJ» | Estados Unidos | Mainstream Rock Tracks | 22       |